# Gérard (cardinal, 1198)
Pour les articles homonymes, voir Gérard.
Gérard, ou Girard François (né en France, et mort vers 1200), est un cardinal français de l'Église catholique du XIIe siècle, nommé par le pape Innocent III. Il est membre de l'ordre des cisterciens.

## Biographie
Le pape Innocent III le crée cardinal lors du consistoire de décembre 1198.
Gérard ne semble pas devoir être confondu avec l'abbé de Pontigny du même nom qui exerce encore ses fonctions en mai 1201 sans faire état d'aucun titre cardinalice.